# Liste der Administratoren der utraquistischen Kirche (1431–1639)
Nachdem der Prager Erzbischof Konrad von Vechta am 21. April 1421 öffentlich die Vier Prager Artikel verlas, wurde er vom Papst seines Amtes enthoben. Während der nachfolgenden Vakanz wurde das Erzbistum Prag von katholischen Administratoren verwaltet. Die Leitung der Hussitischen Bewegung, die weiterhin Konrad von Vechta als Bischof anerkannte, oblag nach dessen Tod 1431 utraquistischen Administratoren (directores cleri). Ab 1478, als ein utraquistisches Konsistorium eingerichtet wurde, wurde das Administratorenamt von Magistern der Karlsuniversität ausgeübt. Erster Administrator der utraquistischen Kirche war Jan Rokycana, der zwar nach dem Tod Konrad von Vechtas 1431 von den Ständen zum Erzbischof von Prag gewählt, jedoch vom Papst nicht anerkannt wurde.

## Administratoren der utraquistischen Kirche
- 1431–1437 Jan Rokycana
- 1437–1439 Christian von Prachatitz
- 1439–1448 Johannes von Přibram
- 1439–1448 Prokop von Pilsen
- 1441–1471 Jan Rokycana
- 1471–1497 Wenzel Koranda von Pilsen
- 1497–1499 Jakobellus von Mies (Jakub ze Stříbra „Holub“; Jacobus de Strziebro bzw. Strziebrensis 1494–1496 Rektor der Karlsuniversität; † 1499)
- 1500–1517 Paul von Saaz (Pavel ze Žatce; Paulus de Zaacz; 1484–1485, 1492–1493 und 1496–1497 Rektor der Karlsuniversität)
- 1517–1520 Matthäus Korambus von Třebeč (Matyáš Koramba; Mathias Chorambius; 1526–1527 Rektor der Karlsuniversität)
- 1520–1523 Wenzel Šimánek von Leitomischl (Václav Šišmánek z Litomyšle; Wenceslaus Letomyslius; 1519–1521 Rektor der Karlsuniversität)
- 1523–1524 Gallus Cahera von Saaz (Havel Cahera ze Žatce); Johannes Kulata von Přestitz (Jan z Přeštic; Johannes Presticenus; 1521–1522, 1524–1525 und 1528–1530 Rektor der Karlsuniversität); Heinrich von Laun (Jindřich z Loun); Johannes von Brod (Jan z Českého Brodu)
- 1524–1529 Gallus Cahera von Saaz
- 1529–1531 Laurentius von Wittingau (Vavřinec z Třeboně; Laurentius trebonius; 1517–1519 und 1530–1531 Rektor der Karlsuniversität)
- 1531–1539 Wenzel von Unhošť (Václav Unhošťský)
- 1539–1541 Martin von Klattau (Martin Klatovský z Betléma; Martinus Glatovinus Bethlemiticus; 1538–1539 und 1541–1542 Rektor der Karlsuniversität)
- 1542–1556 Johannes Mystopol
- 1542–1556 Johannes von Kolín (Jan Kolínský; Iohannes Colonius; 1557–1559 Rektor der Karlsuniversität)
- 1555–1562 Matthias von Hájek (Matyáš Dvorský z Hájku; Mathias Dapsius Curius Hajek; 1559–1561, 1562–1572 und 1573–1582 Rektor der Karlsuniversität)
- 1562–1568 Johannes Mystopol
- 1562–1571 Martin von Melník Martin Mělnický
- 1571–1581 Heinrich Curius von Helfenburg (Jindřich Dvorský z Helfenberka; Henricus Curius de Helfenberg; 1542–1545 Rektor der Karlsuniversität)
- 1581–1591 Wenzel von Beneschau (Václav Benešovský)
- 1591–1594 Fabian Rezek von Strakonitz (Fabián Rezek z Gelsbachu)
- 1594–1604 Wenzel von Datschitz (Václav Dačický)
- 1605–1609 Johannes Benedikt (Jan Benedikt)
- 1609–1609 Thomas von Soběslau (Tomáš Soběslavský)
- 1609–1614 Elias Šud von Semanín (Eliáš Šúd ze Semanína)
- 1614–1619 Sigismund Crinitus (Zikmund Crinitus)
- 1619–1621 Georg Dicastus Miřkovský (Jiří Dikastus Miřkovský)
- 1631–1639 Samuel Martinius von Dražov (Samuel Martinius z Drážova)